# Гай Фуфий Гемин (консул 29 г.)
Вижте пояснителната страница за други личности с името Гай Фуфий Гемин.
Гай Фуфий Гемин (на латински: Gaius Fufius Geminus; † 31 г.) е политик и сенатор на ранната Римска Империя.

## Биография
Той произлиза от фамилията Фуфии и е син на Гай Фуфий Гемин (консул 2 пр.н.е.).
През 20 г. е квестор при Тиберий, после e народен трибун и става член на колегията Septemviri epulonum (VII virorum epulonum). През 29 г. е редовен консул. През 31 г. е убит за обида на император Тиберий.